# Mord am Hellweg
Mord am Hellweg ist Europas größtes internationales Krimi-Festival und wird seit 2002 als Biennale veranstaltet. Die Projektleitung nehmen das Westfälische Literaturbüro in Unna und die Kreisstadt Unna, Kulturbüro, gemeinsam wahr. Das Festival ist ein Projekt der Kulturregion Hellweg.

## Geschichte
„Mord am Hellweg“ findet alle zwei Jahre im Herbst von September bis November statt, 2010 war es ein Projekt der Kulturhauptstadt RUHR.2010. Seinen Namen hat das Festival vom berühmtesten aller Hellwege, der alten Heer- und Handelsstraße von Duisburg über Essen, Dortmund, Unna nach Paderborn, der zwischen Lippe, Emscher und Ruhr gelegen ist und etwa dem Verlauf der heutigen B 1 bzw. A40 und A44 folgt. Der Name Hellweg soll unter anderem neben Salz- auch Toten- oder Höllenweg lauten, abgeleitet von der Göttin der Unterwelt, Hel. Etwa 30 Kommunen oder Einrichtungen der Hellweg-Region bilden den Stamm der Kooperationsgemeinschaft, die das Festival gemeinsam veranstaltet.
Nationale und Internationale Größen und auch Newcomer sind in den vergangenen Jahren der Einladung an den Hellweg gefolgt. Unter anderem waren bereits Jussi Adler-Olsen (Dänemark), Simon Beckett (England), Arne Dahl (Schweden), Doris Gercke (Deutschland), Veit Heinichen (Deutschland/Italien), Joy Fielding (Kanada), Sebastian Fitzek (Deutschland), Jilliane Hoffman (USA), Peter James (England), Volker Kutscher (Deutschland), Donna Leon (Italien), Petros Markaris (Griechenland), Deon Meyer (Südafrika), Jo Nesbø (Norwegen), Helene Tursten (Schweden), Don Winslow (USA) u. v. m. zu Gast.
Ein Charakteristikum des Festivals sind oft außergewöhnliche Veranstaltungsorte. So wurden Lesungen u. a. bereits in Burgruinen, Industriedenkmälern, alten Kirchen und neuen Museen, in Polizeipräsidien und Justizvollzugsanstalten, auf Schiffen, in Freibädern oder auf Trabrennbahnen veranstaltet.
Ein wichtiger Bestandteil von „Mord am Hellweg“ ist die Krimi-Anthologie, die für das Festival mit exklusiven Auftrags-Geschichten zusammengestellt wird. Die Kurzgeschichten spielen in den jeweiligen Kommunen, in denen das Festival ausgerichtet wird. Die geladenen Autoren recherchieren für ihre Geschichte vor Ort und stellen sie während des Festivals in einer Lesung dem Publikum vor. Mit „Kalendarium des Todes“ ist 2012 der sechste Band auf den Markt gekommen, die Anthologien erscheinen im grafit Verlag Dortmund.
Im Rahmen des Festivals wird zudem seit 2008 der Europäische Preis für Kriminalliteratur (Ripper Award) ausgelobt. Bisherige Träger des alle zwei Jahre vergebenen Preises sind die schwedischen Autoren Henning Mankell (2008/9), Håkan Nesser (2010/11), die französische Autorin Fred Vargas (2012/13), der dänische Autor Jussi Adler-Olsen (2014/15) und der deutsche Autor Sebastian Fitzek (2016/17). Der Preis ist mit 11.111 Euro dotiert und soll die literarische Bedeutung des Krimi-Genres in Europa stärken.
Sebastian Fitzek stiftete den 2018 zum ersten Mal verliehenen Viktor Crime Award, erste Preisträgerin war Michaela Kastel für ihren Thriller So dunkel der Wald.
Das Festival hieß von 2002 bis 2010 „Mord am Hellweg – Tatort Ruhr“, seit 2011 heißt es nur noch „Mord am Hellweg“.